# Chiesa di Santa Maria Assunta (Barengo)
La chiesa di Santa Maria Assunta, nota anche come chiesa di Maria Vergine Assunta, è la parrocchiale di Barengo, in provincia e diocesi di Novara; fa parte dell'unità pastorale di Suno-Momo.

## Storia
L'originaria chiesa di Santa Maria Assunta sorse nel XV secolo in sostituzione dell'antica chiesa parrocchiale situata presso il vecchio cimitero: il nuovo edificio fu realizzato per volere di Giovanni Zanardo Tornielli, a cui venne concesso il giuspatronato.
Nella relazione della visita pastorale del 1594 del vescovo Carlo Bascapè è contenuta una breve descrizione della chiesa, grazie alla quale si conosce che era dotata di due altari e che doveva avere un'abside poligonale.
La parrocchiale venne interessata da un intervento di rifacimento nel 1640 e nel 1712 fu compiuta la cappella laterale di Sant'Antonio di Padova, mentre nella prima metà del XIX secolo l'interno fu decorato dal pittore Giuseppe Bazzi.

## Descrizione

### Esterno
La facciata a capanna della chiesa, rivolta a mezzogiorno, è suddivisa da una cornice marcapiano in due registri, entrambi tripartiti da quattro lesene mistilinee; quello inferiore presenta il portale maggiore, protetto dal protiro sorretto da due colonne, gli ingressi laterali e tre riquadri in cui sono raffigurate delle scene sacre, mentre quello superiore è caratterizzato da due nicchie, ospitanti le statue di San Francesco e di San Rocco, e da una finestra oppilata e coronato dal timpano triangolare, sormontato dalle statue raffiguranti Gesù Cristo, la Vergine e San Giuseppe.
Annesso alla parrocchiale è il campanile a base quadrata, la cui cella presenta su ogni lato una monofora ed è coronata dalla cupola a cipolla poggiante sul tamburo ottagonale.

### Interno
L'interno dell'edificio è suddiviso da colonne sorreggenti archi a tutto sesto in tre navate, la centrale delle quali è voltata a botte; al termine dell'aula si sviluppa il presbiterio, sopraelevato di tre gradini.
Qui sono conservate diverse opere di pregio, tra le quali gli affreschi del soffitto, ritraenti san Francesco che riceve le stimmate e la Vergine Assunta, l'altare laterale della Madonna del Rosario, sul quale è collocata la statua della Madonna incoronata col Bambino, e i riquadri ritraenti i Misteri del Rosario.